# Thomas Nunataks
Thomas Nunataks är nunataker i Antarktis. De ligger i Östantarktis. Australien gör anspråk på området.